# Damak (Nepal)
Damak ist eine Stadt im Terai im Distrikt Jhapa im südöstlichen Nepal.
Den Status einer Munizipalität erhielt Damak im Jahr 1982.
Die Stadt liegt zwischen den beiden Flussläufen von Mawa im Westen und Ratuwa im Osten. 6 km weiter westlich liegt die Stadt Urlabari. Damak liegt an der Fernstraße Mahendra Rajmarg.
Das Stadtgebiet umfasst 75,13 km².

## Einwohner
Im Jahr 2001 hatte Damak eine Einwohnerzahl von 35.000 und 7178 Haushalte. Bei der Volkszählung 2011 hatte die Stadt Damak 75.102 Einwohner (davon 35.438 männlich) in 18.104 Haushalten.